# Oberstaufen
Oberstaufen – uzdrowiskowa gmina targowa w południowych Niemczech, w kraju związkowym Bawaria, w rejencji Szwabia, w regionie Allgäu, w powiecie Oberallgäu.
Leży w Allgäu, około 20 km na zachód od Sonthofen, przy drodze B308 i linii kolejowej Lindau (Bodensee)-Augsburg, ze stacją Oberstaufen i granicy z Austrią.
Oberstaufen jest jednym w ważniejszych ośrodków sportów zimowych w regionie.

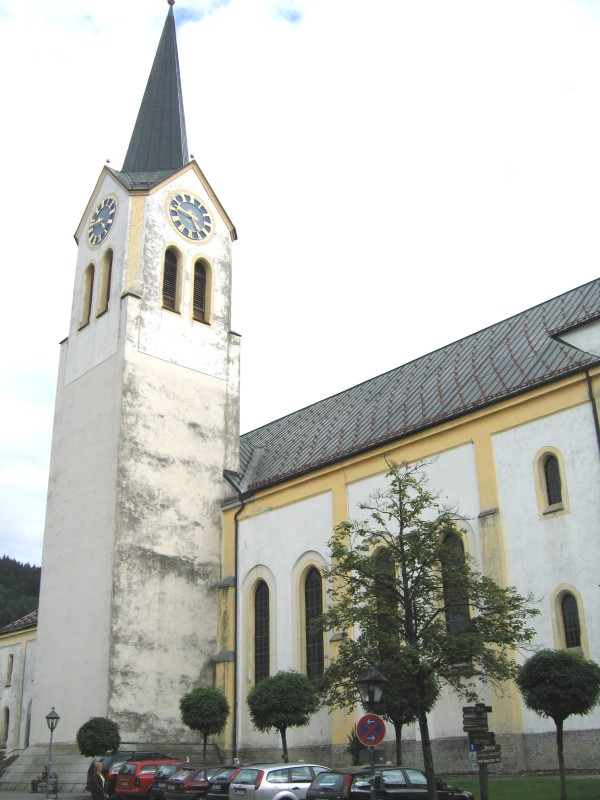
Kościół pw. św. Piotra i Pawła (St. Peter und Paul)

## Dzielnice
- Thalkirchdorf
- Steibis
- Aach im Allgäu

## Polityka
Wójtem gminy jest Walter Grath, rada gminy składa się z 20 osób.
|      | CSU | SPD | FW | Unabhängige Thaler Liste | Parteilose Liste und Weißachtal | Razem |
| 2008 | 7   | 1   | 6  | 4                        | 2                               | 20    |
| 2002 | 7   | -   | 6  | 4                        | 3                               | 20    |

### Współpraca
Miejscowość partnerska:
- Lipová-lázně, Czechy od 1986